# Jasper Lützow Hagemann
Jasper (Jaspar) Lützow Hagemann (født 1784 (døbt 15. november) i Norge, død 10. april 1858 i København) var en dansk officer.
Han var søn af daværende major i Akershusiske Dragonregiment Christian Hagemann, blev 1798 kadet, 1802 fændrik, 1803 sekondløjtnant ved Landkadetkompagniet og afgik herfra 1805 til tjeneste ved Danske Livregiment. 1808, i hvilket år han forfremmedes til premierløjtnant, indtrådte han som adjoint i Generalstaben og gjorde nu uafbrudt tjeneste her i fyrre år. 1812 blev han kaptajn og divisionsadjudant og stillet i ekstraordinært nummer som divisionskvartermester, 1825 major, 1829 oberstløjtnant, 1833 divisionskvartermester, 1834 overadjudant, 1839 generaladjudant-løjtnant og i slutningen af samme år, da prins Frederik Ferdinand blev kommanderende general på Sjælland, chef for dennes stab, 1840 oberst. Ved krigens udbrud 1848 stilledes han à la suite i Hæren med generalmajors rang, idet det tillige blev overdraget ham indtil videre at fungere som kommandant i København. 1855 afskedigedes han af krigstjenesten som generalløjtnant.
Hagemann blev 1820 kammerjunker, 25. maj 1826 Ridder af Dannebrogordenen, 10. juni 1841 Kommandør af Dannebrog, 3. december 1852 Storkors og fik kammerherrenøglen 1836. 1820 havde han ægtet Harriet Hobarth (født 8. august 1796, død 27. december 1868), datter af generalguvernør Hobarth. 